# 前立腺炎
前立腺炎（ぜんりつせんえん）とは、前立腺が大腸菌、クラミジア、弱毒性細菌などが原因で炎症を起こした状態である。全男性の8割が一生に1回はかかる病気といわれ、前立腺炎には急性前立腺炎、慢性前立腺炎、非細菌性慢性前立腺炎、無症候性炎症性前立腺炎の4つに分類される。

## 概要
急性前立腺炎と慢性前立腺炎があり、以下のような違いがある。

### 急性前立腺炎
主に細菌が尿道から侵入することによって引き起こされる感染症。炎症により前立腺が充血し腫れるなどの症状が見られる。前立腺がんの腫瘍マーカーが異常な高値を示すのが通例。多くは大腸菌（グラム陰性桿菌）が原因となる。発熱、排尿痛、頻尿、尿閉などが主な症状である。

### 慢性前立腺炎
前立腺の炎症が慢性的に続く状態をいい、非細菌性慢性前立腺炎、慢性細菌性前立腺炎、前立腺痛に分類される。頻尿、残尿感、尿閉、排尿困難、排尿痛、射精痛に加え、下腹部の不快感、鈍痛などを伴うことがある。

### 米国国立衛生研究所による分類
| カテゴリ | 病名                   | 旧名               | 疼痛 | 細菌 | 白血球 | 備考 |
| -------- | ---------------------- | ------------------ | ---- | ---- | ------ | --- |
| I        | 急性前立腺炎           | 急性細菌性前立腺炎 | ◯    | ◯    | ◯      | 緊急の治療が必要な前立腺の細菌感染症                                                                                                  |
| II       | 慢性細菌性前立腺炎     | 同左               | ±    | ◯    | ◯      | 間欠性尿路感染症として見られる（比較的稀）                                                                                            |
| IIIa     | 炎症性CP/CPPS          | 非細菌性前立腺炎   | ◯    | ✕    | ◯      | 前立腺炎診断の90～95％を占める |
| IIIb     | 非炎症性CP/CPPS        | 前立腺痛           | ◯    | ✕    | ✕      | 前立腺炎診断の90～95％を占める |
| IV       | 無症候性炎症性前立腺炎 | （なし）           | ✕    | ✕    | ◯      | 泌尿生殖器痛の既往はないが、通常、他の疾患の評価中に白血球増加が認められる。6～19％の男性は精液中に白血球を認めるが、自覚症状はない。 |

## 診断
- 尿検査により白血球の増加が見られるほか、尿道膀胱鏡検査、直腸診など。また造影剤を使用し腎臓、膀胱や尿の動きをX線で確認するなどの検査を行うこともある。

## 治療
- 急性前立腺炎・慢性前立腺炎ともに抗菌薬を使用する。ニューキノロン剤が多く使われるほか、植物の花粉から作られた生薬である、扶桑薬品工業のセルニルトンが炎症を抑える効果が高く、しばしば使われる。